# Racconti di Agatha Christie
Questa è la lista dei 153 racconti scritti da Agatha Christie.
| Raccolta UK                                         | Racconti                                                                                   | Raccolta ITA                                                                              |
| --------------------------------------------------- | ------------------------------------------------------------------------------------------ | ----------------------------------------------------------------------------------------- |
| Poirot Investigates (11)                            | "Il caso della Stella d'Occidente" (The Adventure of 'The Western Star')                   | Poirot indaga (Poirot Investigates) (11)                                                  |
| Poirot Investigates (11)                            | "La tragedia di Marsdon Manor" (The Tragedy at Marsdon Manor)                              | Poirot indaga (Poirot Investigates) (11)                                                  |
| Poirot Investigates (11)                            | "Un appartamento a buon mercato" (The Adventure of the Cheap Flat)                         | Poirot indaga (Poirot Investigates) (11)                                                  |
| Poirot Investigates (11)                            | "Il mistero di Hunter's Lodge" (The Mystery of Hunter's Lodge)                             | Poirot indaga (Poirot Investigates) (11)                                                  |
| Poirot Investigates (11)                            | "Un furto da un milione di dollari in obbligazioni" (The Million Dollar Bond Robbery)      | Poirot indaga (Poirot Investigates) (11)                                                  |
| Poirot Investigates (11)                            | "La maledizione della tomba egizia" (The Adventure of the Egyptian Tomb)                   | Poirot indaga (Poirot Investigates) (11)                                                  |
| Poirot Investigates (11)                            | "Il furto di gioielli al Grand Metropolitan" (The Jewel Robbery at the Grand Metropolitan) | Poirot indaga (Poirot Investigates) (11)                                                  |
| Poirot Investigates (11)                            | "Il rapimento del Primo Ministro" (The Kidnapped Prime Minister)                           | Poirot indaga (Poirot Investigates) (11)                                                  |
| Poirot Investigates (11)                            | "La sparizione del signor Davenheim" (The Disappearance of Mr. Davenheim)                  | Poirot indaga (Poirot Investigates) (11)                                                  |
| Poirot Investigates (11)                            | "La disavventura di un nobile italiano" (The Adventure of the Italian Nobleman)            | Poirot indaga (Poirot Investigates) (11)                                                  |
| Poirot Investigates (11)                            | "Il caso del testamento mancante" (The Case of the Missing Will)                           | Poirot indaga (Poirot Investigates) (11)                                                  |
| Partners in Crime (15)                              | "Una fata in salotto" (A Fairy in the Flat)                                                | Tommy e Tuppence: in due s'indaga meglio (Partners in Crime) (15)                         |
| Partners in Crime (15)                              | "La teiera" (A Pot of Tea)                                                                 | Tommy e Tuppence: in due s'indaga meglio (Partners in Crime) (15)                         |
| Partners in Crime (15)                              | "La perla rosa" (The Affair of the Pink Pearl)                                             | Tommy e Tuppence: in due s'indaga meglio (Partners in Crime) (15)                         |
| Partners in Crime (15)                              | "Un cliente sospetto" (The Adventure of the Sinister Stranger)                             | Tommy e Tuppence: in due s'indaga meglio (Partners in Crime) (15)                         |
| Partners in Crime (15)                              | "Il signore vestito di carta" (Finessing the King/The Gentleman Dressed in Newspaper)      | Tommy e Tuppence: in due s'indaga meglio (Partners in Crime) (15)                         |
| Partners in Crime (15)                              | "L'introvabile signora Gordon" (The Case of the Missing Lady)                              | Tommy e Tuppence: in due s'indaga meglio (Partners in Crime) (15)                         |
| Partners in Crime (15)                              | "A moscacieca" (Blindman's Buff)                                                           | Tommy e Tuppence: in due s'indaga meglio (Partners in Crime) (15)                         |
| Partners in Crime (15)                              | "Un uomo nella nebbia" (The Man in the Mist)                                               | Tommy e Tuppence: in due s'indaga meglio (Partners in Crime) (15)                         |
| Partners in Crime (15)                              | "I fringuelli" (The Crackler)                                                              | Tommy e Tuppence: in due s'indaga meglio (Partners in Crime) (15)                         |
| Partners in Crime (15)                              | "Il mistero del campo di golf" (The Sunningdale Mystery)                                   | Tommy e Tuppence: in due s'indaga meglio (Partners in Crime) (15)                         |
| Partners in Crime (15)                              | "La morte è di casa" (The House of Lurking Death)                                          | Tommy e Tuppence: in due s'indaga meglio (Partners in Crime) (15)                         |
| Partners in Crime (15)                              | "Un alibi perfetto" (The Unbreakable Alibi)                                                | Tommy e Tuppence: in due s'indaga meglio (Partners in Crime) (15)                         |
| Partners in Crime (15)                              | "La Casa Rossa" (The Clergyman's Daughter/The Red House)                                   | Tommy e Tuppence: in due s'indaga meglio (Partners in Crime) (15)                         |
| Partners in Crime (15)                              | "Gli stivali dell'ambasciatore" (The Ambassador's Boots)                                   | Tommy e Tuppence: in due s'indaga meglio (Partners in Crime) (15)                         |
| Partners in Crime (15)                              | "L'uomo numero sedici" (The Man Who Was No. 16)                                            | Tommy e Tuppence: in due s'indaga meglio (Partners in Crime) (15)                         |
| The Mysterious Mr Quin (12)                         | "È arrivato il signor Quin" (The Coming of Mr. Quin)                                       | Il misterioso signor Quin (The Mysterious Mr Quin) (12)                                   |
| The Mysterious Mr Quin (12)                         | "L'ombra sul vetro" (The Shadow on the Glass)                                              | Il misterioso signor Quin (The Mysterious Mr Quin) (12)                                   |
| The Mysterious Mr Quin (12)                         | "All'insegna del giullare" (At the 'Bells and Motley')                                     | Il misterioso signor Quin (The Mysterious Mr Quin) (12)                                   |
| The Mysterious Mr Quin (12)                         | "La nube fatale" (The Sign in the Sky)                                                     | Il misterioso signor Quin (The Mysterious Mr Quin) (12)                                   |
| The Mysterious Mr Quin (12)                         | "Anche i croupier amano" (The Soul of the Croupier)                                        | Il misterioso signor Quin (The Mysterious Mr Quin) (12)                                   |
| The Mysterious Mr Quin (12)                         | "L'uomo venuto dal mare" (The Man from the Sea)                                            | Il misterioso signor Quin (The Mysterious Mr Quin) (12)                                   |
| The Mysterious Mr Quin (12)                         | "Una voce nel buio" (The Voice in the Dark)                                                | Il misterioso signor Quin (The Mysterious Mr Quin) (12)                                   |
| The Mysterious Mr Quin (12)                         | "Il volto di Elena" (The Face of Helen)                                                    | Il misterioso signor Quin (The Mysterious Mr Quin) (12)                                   |
| The Mysterious Mr Quin (12)                         | "L'Arlecchino mort" (The Dead Harlequin)                                                   | Il misterioso signor Quin (The Mysterious Mr Quin) (12)                                   |
| The Mysterious Mr Quin (12)                         | "L'uccello con l'ala spezzata" (The Bird with the Broken Wing)                             | Il misterioso signor Quin (The Mysterious Mr Quin) (12)                                   |
| The Mysterious Mr Quin (12)                         | "Alla fine del mondo" (The World's End)                                                    | Il misterioso signor Quin (The Mysterious Mr Quin) (12)                                   |
| The Mysterious Mr Quin (12)                         | "Il sentiero di Arlecchino" (Harlequin's Lane)                                             | Il misterioso signor Quin (The Mysterious Mr Quin) (12)                                   |
| The Thirteen Problems (13)                          | "Il club del martedì sera" (The Tuesday Night Club)                                        | Miss Marple e i tredici problemi (The Thirteen Problems) (13)                             |
| The Thirteen Problems (13)                          | "Il tempio di Astarte" (The Idol House of Astarte)                                         | Miss Marple e i tredici problemi (The Thirteen Problems) (13)                             |
| The Thirteen Problems (13)                          | "Lingotti d'oro" (Ingots of Gold)                                                          | Miss Marple e i tredici problemi (The Thirteen Problems) (13)                             |
| The Thirteen Problems (13)                          | "Sangue sul lastricato" (The Blood-Stained Pavement)                                       | Miss Marple e i tredici problemi (The Thirteen Problems) (13)                             |
| The Thirteen Problems (13)                          | "Movente contro occasione" (Motive v. Opportunity)                                         | Miss Marple e i tredici problemi (The Thirteen Problems) (13)                             |
| The Thirteen Problems (13)                          | "L'impronta del pollice di San Pietro" (The Thumb Mark of St. Peter)                       | Miss Marple e i tredici problemi (The Thirteen Problems) (13)                             |
| The Thirteen Problems (13)                          | "Il geranio azzurro" (The Blue Geranium)                                                   | Miss Marple e i tredici problemi (The Thirteen Problems) (13)                             |
| The Thirteen Problems (13)                          | "La dama di compagnia" (The Companion)                                                     | Miss Marple e i tredici problemi (The Thirteen Problems) (13)                             |
| The Thirteen Problems (13)                          | "I quattro indiziati" (The Four Suspects)                                                  | Miss Marple e i tredici problemi (The Thirteen Problems) (13)                             |
| The Thirteen Problems (13)                          | "Una tragedia natalizia" (A Christmas Tragedy)                                             | Miss Marple e i tredici problemi (The Thirteen Problems) (13)                             |
| The Thirteen Problems (13)                          | "L'erba della morte" (The Herb of Death)                                                   | Miss Marple e i tredici problemi (The Thirteen Problems) (13)                             |
| The Thirteen Problems (13)                          | "Un incidente al bungalow" (The Affair at the Bungalow)                                    | Miss Marple e i tredici problemi (The Thirteen Problems) (13)                             |
| The Thirteen Problems (13)                          | "Morte per annegamento" (Death by Drowning)                                                | Miss Marple e i tredici problemi (The Thirteen Problems) (13)                             |
| The Hound of Death (12)                             | "Il segugio della morte" (The Hound of Death)                                              | Il segugio della morte (The Hound of Death) (12)                                          |
| The Hound of Death (12)                             | "Il segnale rosso" (The Red Signal)                                                        | Il segugio della morte (The Hound of Death) (12)                                          |
| The Hound of Death (12)                             | "Il quarto uomo" (The Fourth Man)                                                          | Il segugio della morte (The Hound of Death) (12)                                          |
| The Hound of Death (12)                             | "La zingara" (The Gypsy)                                                                   | Il segugio della morte (The Hound of Death) (12)                                          |
| The Hound of Death (12)                             | "La lanterna" (The Lamp)                                                                   | Il segugio della morte (The Hound of Death) (12)                                          |
| The Hound of Death (12)                             | "La radio" (Wireless)                                                                      | Il segugio della morte (The Hound of Death) (12)                                          |
| The Hound of Death (12)                             | "Testimone d'accusa" (The Witness for the Prosecution)                                     | Il segugio della morte (The Hound of Death) (12)                                          |
| The Hound of Death (12)                             | "Il mistero del vaso azzurro" (The Mystery of the Blue Jar)                                | Il segugio della morte (The Hound of Death) (12)                                          |
| The Hound of Death (12)                             | "Lo strano caso di Sir Arthur Carmichael" (The Strange Case of Sir Arthur Carmichael)      | Il segugio della morte (The Hound of Death) (12)                                          |
| The Hound of Death (12)                             | "Il richiamo delle ali" (The Call of Wings)                                                | Il segugio della morte (The Hound of Death) (12)                                          |
| The Hound of Death (12)                             | "L'ultima seduta" (The Last Seance)                                                        | Il segugio della morte (The Hound of Death) (12)                                          |
| The Hound of Death (12)                             | "S.O.S." (S.O.S.)                                                                          | Il segugio della morte (The Hound of Death) (12)                                          |
| The Listerdale Mystery (12)                         | "Il mistero di lord Listerdale" (The Listerdale Mystery)                                   | Il mistero di lord Listerdale e altre storie (The Listerdale Mystery) (10)                |
| The Listerdale Mystery (12)                         | "Il villino degli usignoli" (Philomel Cottage)                                             | Testimone d'accusa e altre storie (The Witness for the Prosecution and Other Stories) (8) |
| The Listerdale Mystery (12)                         | "La ragazza del treno" (The Girl in the Train)                                             | Il mistero di lord Listerdale e altre storie (The Listerdale Mystery) (10)                |
| The Listerdale Mystery (12)                         | "Canta una canzone da sei soldi" (Sing a Song of Sixpence)                                 | Il mistero di lord Listerdale e altre storie (The Listerdale Mystery) (10)                |
| The Listerdale Mystery (12)                         | "L'ardimento di Edward Robinson" (The Manhood of Edward Robinson)                          | Il mistero di lord Listerdale e altre storie (The Listerdale Mystery) (10)                |
| The Listerdale Mystery (12)                         | "La disgrazia" (Accident)                                                                  | Testimone d'accusa e altre storie (The Witness for the Prosecution and Other Stories) (8) |
| The Listerdale Mystery (12)                         | "In cerca di un lavoro" (Jane in Search of a Job)                                          | Il mistero di lord Listerdale e altre storie (The Listerdale Mystery) (10)                |
| The Listerdale Mystery (12)                         | "Una domenica fruttuosa" (A Fruitful Sunday)                                               | Il mistero di lord Listerdale e altre storie (The Listerdale Mystery) (10)                |
| The Listerdale Mystery (12)                         | "L'avventura del signor Eastwood" (Mr. Eastwood's Adventure)                               | Il mistero di lord Listerdale e altre storie (The Listerdale Mystery) (10)                |
| The Listerdale Mystery (12)                         | "La palla dorata" (The Golden Ball)                                                        | Il mistero di lord Listerdale e altre storie (The Listerdale Mystery) (10)                |
| The Listerdale Mystery (12)                         | "Lo smeraldo del rajah" (The Rajah's Emerald)                                              | Il mistero di lord Listerdale e altre storie (The Listerdale Mystery) (10)                |
| The Listerdale Mystery (12)                         | "Il canto del cigno" (Swan Song)                                                           | Il mistero di lord Listerdale e altre storie (The Listerdale Mystery) (10)                |
| Parker Pyne Investigates (12)                       | "Il caso della moglie di mezz'età" (The Case of the Middle-aged Wife)                      | Parker Pyne indaga (Parker Pyne Investigates) (12)                                        |
| Parker Pyne Investigates (12)                       | "Il caso del militare scontento" (The Case of the Discontented Soldier)                    | Parker Pyne indaga (Parker Pyne Investigates) (12)                                        |
| Parker Pyne Investigates (12)                       | "Il caso della signora disperata" (The Case of the Distressed Lady)                        | Parker Pyne indaga (Parker Pyne Investigates) (12)                                        |
| Parker Pyne Investigates (12)                       | "Il caso del marito scontento" (The Case of the Discontented Husband)                      | Parker Pyne indaga (Parker Pyne Investigates) (12)                                        |
| Parker Pyne Investigates (12)                       | "Il caso dell'impiegato della City" (The Case of the City Clerk)                           | Parker Pyne indaga (Parker Pyne Investigates) (12)                                        |
| Parker Pyne Investigates (12)                       | "Il caso della ricca signora" (The Case of the Rich Woman)                                 | Parker Pyne indaga (Parker Pyne Investigates) (12)                                        |
| Parker Pyne Investigates (12)                       | "Hai tutto quello che ti occorre?" (Have You Got Everything You Want?)                     | Parker Pyne indaga (Parker Pyne Investigates) (12)                                        |
| Parker Pyne Investigates (12)                       | "La porta di Baghdad" (The Gate of Baghdad)                                                | Parker Pyne indaga (Parker Pyne Investigates) (12)                                        |
| Parker Pyne Investigates (12)                       | "La casa di Shiraz" (The House at Shiraz)                                                  | Parker Pyne indaga (Parker Pyne Investigates) (12)                                        |
| Parker Pyne Investigates (12)                       | "Una perla di valore" (The Pearl of Price)                                                 | Parker Pyne indaga (Parker Pyne Investigates) (12)                                        |
| Parker Pyne Investigates (12)                       | "Morte sul Nilo" (Death on the Nile)                                                       | Parker Pyne indaga (Parker Pyne Investigates) (12)                                        |
| Parker Pyne Investigates (12)                       | "L'oracolo di Delfi" (The Oracle at Delphi)                                                | Parker Pyne indaga (Parker Pyne Investigates) (12)                                        |
| Murder in the Mews (4)                              | "Delitto nei Mews" (Murder in the Mews)                                                    | Quattro casi per Hercule Poirot (Murder in the Mews) (4)                                  |
| Murder in the Mews (4)                              | "Il furto incredibile" (The Incredible Theft)                                              | Quattro casi per Hercule Poirot (Murder in the Mews) (4)                                  |
| Murder in the Mews (4)                              | "Lo specchio del morto" (Dead Man's Mirror)                                                | Quattro casi per Hercule Poirot (Murder in the Mews) (4)                                  |
| Murder in the Mews (4)                              | "Triangolo a Rodi" (Triangle at Rhodes)                                                    | Quattro casi per Hercule Poirot (Murder in the Mews) (4)                                  |
| The Labours of Hercules (12)                        | "Il leone nemeo" (The Nemean Lion)                                                         | Le fatiche di Hercule (The Labours of Hercules) (12)                                      |
| The Labours of Hercules (12)                        | "L'idra di Lerna" (The Lernean Hydra)                                                      | Le fatiche di Hercule (The Labours of Hercules) (12)                                      |
| The Labours of Hercules (12)                        | "La cerva dalle corna d'oro" (The Arcadian Deer)                                           | Le fatiche di Hercule (The Labours of Hercules) (12)                                      |
| The Labours of Hercules (12)                        | "Il cinghiale di Erimanto" (The Erymanthian Boar)                                          | Le fatiche di Hercule (The Labours of Hercules) (12)                                      |
| The Labours of Hercules (12)                        | "Le stalle di Augia" (The Augean Stables)                                                  | Le fatiche di Hercule (The Labours of Hercules) (12)                                      |
| The Labours of Hercules (12)                        | "Gli uccelli stinfali" (The Stymphalean Birds)                                             | Le fatiche di Hercule (The Labours of Hercules) (12)                                      |
| The Labours of Hercules (12)                        | "Il toro cretese" (The Cretan Bull)                                                        | Le fatiche di Hercule (The Labours of Hercules) (12)                                      |
| The Labours of Hercules (12)                        | "Le cavalle di Diomede" (The Horse of Diomedes)                                            | Le fatiche di Hercule (The Labours of Hercules) (12)                                      |
| The Labours of Hercules (12)                        | "La cintura di Ippolita" (The Girdle of Hippolyta)                                         | Le fatiche di Hercule (The Labours of Hercules) (12)                                      |
| The Labours of Hercules (12)                        | "Il gregge di Gerione" (The Flock of Geryon)                                               | Le fatiche di Hercule (The Labours of Hercules) (12)                                      |
| The Labours of Hercules (12)                        | "I pomi delle Esperidi" (The Apples of the Hesperides)                                     | Le fatiche di Hercule (The Labours of Hercules) (12)                                      |
| The Labours of Hercules (12)                        | "La cattura di Cerbero" (The Capture of Cerberus)                                          | Le fatiche di Hercule (The Labours of Hercules) (12)                                      |
| The Adventure of the Christmas Pudding (6)          | "Il caso del dolce di Natale" (The Adventure of the Christmas Pudding)                     | Il caso del dolce di Natale e altre storie (The Adventure of the Christmas Pudding) (6)   |
| The Adventure of the Christmas Pudding (6)          | "Il mistero della cassapanca spagnola" (The Mystery of the Spanish Chest)                  | Il caso del dolce di Natale e altre storie (The Adventure of the Christmas Pudding) (6)   |
| The Adventure of the Christmas Pudding (6)          | "Una donna sa..." (The Under Dog)                                                          | Il caso del dolce di Natale e altre storie (The Adventure of the Christmas Pudding) (6)   |
| The Adventure of the Christmas Pudding (6)          | "La torta di more" (Four and Twenty Blackbirds)                                            | Il caso del dolce di Natale e altre storie (The Adventure of the Christmas Pudding) (6)   |
| The Adventure of the Christmas Pudding (6)          | "Il sogno" (The Dream)                                                                     | Il caso del dolce di Natale e altre storie (The Adventure of the Christmas Pudding) (6)   |
| The Adventure of the Christmas Pudding (6)          | "La follia di Greenshaw" (Greenshaw's Folly)                                               | Il caso del dolce di Natale e altre storie (The Adventure of the Christmas Pudding) (6)   |
| Poirot's Early Cases (18)                           | "Il ballo della Vittoria" (The Affair at the Victory Ball)                                 | I primi casi di Poirot (Poirot's Early Cases) (18)                                        |
| Poirot's Early Cases (18)                           | "L'avventura della cuoca di Clapham" (The Adventure of the Clapham Cook)                   | I primi casi di Poirot (Poirot's Early Cases) (18)                                        |
| Poirot's Early Cases (18)                           | "Accadde in Cornovaglia" (The Cornish Mystery)                                             | I primi casi di Poirot (Poirot's Early Cases) (18)                                        |
| Poirot's Early Cases (18)                           | "A mezzogiorno in punto" (The Adventure of Johnnie Waverly)                                | I primi casi di Poirot (Poirot's Early Cases) (18)                                        |
| Poirot's Early Cases (18)                           | "Doppio indizio" (The Double Clue)                                                         | I primi casi di Poirot (Poirot's Early Cases) (18)                                        |
| Poirot's Early Cases (18)                           | "Il re di fiori" (The King of Clubs)                                                       | I primi casi di Poirot (Poirot's Early Cases) (18)                                        |
| Poirot's Early Cases (18)                           | "L'eredità dei Lemesurier" (The Lemesurier Inheritance)                                    | I primi casi di Poirot (Poirot's Early Cases) (18)                                        |
| Poirot's Early Cases (18)                           | "La miniera perduta" (The Lost Mine)                                                       | I primi casi di Poirot (Poirot's Early Cases) (18)                                        |
| Poirot's Early Cases (18)                           | ""L'espresso per Plymouth (The Plymouth Express)                                           | I primi casi di Poirot (Poirot's Early Cases) (18)                                        |
| Poirot's Early Cases (18)                           | ""La scatola di cioccolatini (The Chocolate Box)                                           | I primi casi di Poirot (Poirot's Early Cases) (18)                                        |
| Poirot's Early Cases (18)                           | ""I piani del sottomarino (The Submarine Plans)                                            | I primi casi di Poirot (Poirot's Early Cases) (18)                                        |
| Poirot's Early Cases (18)                           | ""L'appartamento al terzo piano (The Third-Floor Flat)                                     | I primi casi di Poirot (Poirot's Early Cases) (18)                                        |
| Poirot's Early Cases (18)                           | ""Peccato in doppia copia (Double Sin)                                                     | I primi casi di Poirot (Poirot's Early Cases) (18)                                        |
| Poirot's Early Cases (18)                           | "Il mistero di Market Basing" (The Market Basing Mystery)                                  | I primi casi di Poirot (Poirot's Early Cases) (18)                                        |
| Poirot's Early Cases (18)                           | ""Nido di vespe (Wasps' Nest)                                                              | I primi casi di Poirot (Poirot's Early Cases) (18)                                        |
| Poirot's Early Cases (18)                           | ""La dama velata (The Veiled Lady)                                                         | I primi casi di Poirot (Poirot's Early Cases) (18)                                        |
| Poirot's Early Cases (18)                           | ""Un problema in alto mare (Problem at Sea)                                                | I primi casi di Poirot (Poirot's Early Cases) (18)                                        |
| Poirot's Early Cases (18)                           | ""Come va il vostro giardino? (How Does Your Garden Grow?)                                 | I primi casi di Poirot (Poirot's Early Cases) (18)                                        |
| Miss Marple's Final Cases and Two Other Stories (8) | "Asilo" (Sanctuary)                                                                        | Il caso della domestica perfetta (Miss Marple's Final Cases and Two Other Stories) (8)    |
| Miss Marple's Final Cases and Two Other Stories (8) | "Uno scherzo arguto" (Strange Jest)                                                        | Il caso della domestica perfetta (Miss Marple's Final Cases and Two Other Stories) (8)    |
| Miss Marple's Final Cases and Two Other Stories (8) | "Omicidio su misura" (Tape-Measure Murder)                                                 | Il caso della domestica perfetta (Miss Marple's Final Cases and Two Other Stories) (8)    |
| Miss Marple's Final Cases and Two Other Stories (8) | "La maledizione della strega" (The Case of the Caretaker)                                  | Il caso della domestica perfetta (Miss Marple's Final Cases and Two Other Stories) (8)    |
| Miss Marple's Final Cases and Two Other Stories (8) | "Il caso della domestica perfetta" (The Case of the Perfect Maid)                          | Il caso della domestica perfetta (Miss Marple's Final Cases and Two Other Stories) (8)    |
| Miss Marple's Final Cases and Two Other Stories (8) | "Miss Marple racconta una storia" (Miss Marple Tells a Story)                              | Il caso della domestica perfetta (Miss Marple's Final Cases and Two Other Stories) (8)    |
| Miss Marple's Final Cases and Two Other Stories (8) | "La bambola della sarta" (The Dressmaker's Doll)                                           | Il caso della domestica perfetta (Miss Marple's Final Cases and Two Other Stories) (8)    |
| Miss Marple's Final Cases and Two Other Stories (8) | "In uno specchio scuro" (In a Glass Darkly)                                                | Il caso della domestica perfetta (Miss Marple's Final Cases and Two Other Stories) (8)    |
| Problem at Pollensa Bay and Other Stories (8)       | "Intrigo alle Baleari" (Problem at Pollensa Bay)                                           | Intrigo alle Baleari e altre storie (Problem at Pollensa Bay and Other Stories) (8)       |
| Problem at Pollensa Bay and Other Stories (8)       | "Il secondo gong" (The Second Gong)                                                        | Intrigo alle Baleari e altre storie (Problem at Pollensa Bay and Other Stories) (8)       |
| Problem at Pollensa Bay and Other Stories (8)       | "Iris gialli" (Yellow Iris)                                                                | Intrigo alle Baleari e altre storie (Problem at Pollensa Bay and Other Stories) (8)       |
| Problem at Pollensa Bay and Other Stories (8)       | "Il servizio da tè arlecchino" (The Harlequin Tea Set)                                     | Intrigo alle Baleari e altre storie (Problem at Pollensa Bay and Other Stories) (8)       |
| Problem at Pollensa Bay and Other Stories (8)       | "La stella del mattino" (The Regatta Mystery)                                              | Intrigo alle Baleari e altre storie (Problem at Pollensa Bay and Other Stories) (8)       |
| Problem at Pollensa Bay and Other Stories (8)       | "Gli investigatori dell'amore" (The Love Detectives)                                       | Intrigo alle Baleari e altre storie (Problem at Pollensa Bay and Other Stories) (8)       |
| Problem at Pollensa Bay and Other Stories (8)       | "Amico cane" (Next to a Dog)                                                               | Intrigo alle Baleari e altre storie (Problem at Pollensa Bay and Other Stories) (8)       |
| Problem at Pollensa Bay and Other Stories (8)       | "Fiore di magnolia" (Magnolia Blossom)                                                     | Intrigo alle Baleari e altre storie (Problem at Pollensa Bay and Other Stories) (8)       |
| While the Light Lasts and Other Stories (9)         | "La casa dei sogni" (The House of Dreams)                                                  | La casa dei sogni (While the Light Lasts and Other Stories) (9)                           |
| While the Light Lasts and Other Stories (9)         | "L'attrice" (The Actress)                                                                  | La casa dei sogni (While the Light Lasts and Other Stories) (9)                           |
| While the Light Lasts and Other Stories (9)         | "Il limite" (The Edge)                                                                     | La casa dei sogni (While the Light Lasts and Other Stories) (9)                           |
| While the Light Lasts and Other Stories (9)         | "L'avventura di Natale" (Christmas Adventure)                                              | La casa dei sogni (While the Light Lasts and Other Stories) (9)                           |
| While the Light Lasts and Other Stories (9)         | "Il dio solitario" (The Lonely God)                                                        | La casa dei sogni (While the Light Lasts and Other Stories) (9)                           |
| While the Light Lasts and Other Stories (9)         | "L'oro di Manx" (Manx Gold)                                                                | La casa dei sogni (While the Light Lasts and Other Stories) (9)                           |
| While the Light Lasts and Other Stories (9)         | "Entro il muro" (Within a Wall)                                                            | La casa dei sogni (While the Light Lasts and Other Stories) (9)                           |
| While the Light Lasts and Other Stories (9)         | "Il mistero della cassapanca di Baghdad" (The Mystery of the Baghdad Chest)                | La casa dei sogni (While the Light Lasts and Other Stories) (9)                           |
| While the Light Lasts and Other Stories (9)         | "Fintanto che dura la luce" (While the Light Lasts)                                        | La casa dei sogni (While the Light Lasts and Other Stories) (9)                           |
| Mai pubblicato nel Regno Unito                      | "Tre topolini ciechi" (Three Blind Mice)                                                   | Tre topolini ciechi e altre storie (Three Blind Mice and Other Stories) (9)               |